# Blackjack

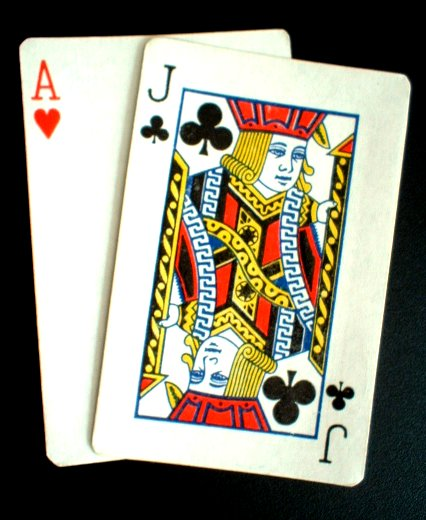
Blackjack – dwie karty, z których jedna to as (o wartości 11) a druga to karta o wartości 10, dając sumę 21.

Blackjack – kasynowa gra karciana, w której gracz stara się pokonać krupiera poprzez uzyskanie sumy jak najbliższej 21 punktów w kartach, nie przekraczając 21.

## Zasady gry
Blackjack jest kasynową wersją gry w oczko. Zadaniem gracza jest uzyskać jak najbliżej (ale nie więcej niż) 21 punktów. Najwyższym układem kart jest tzw. Blackjack, czyli as i 10 lub figura, za który gracz dostaje 150% zakładu (np. 15 zł za 10 zł).
W grze używa się kilku talii złożonych z 52 kart. Używa się ich od jednej aż do ośmiu. Regułą jest, że im mniej, tym lepiej dla gracza.

### Punktacja kart w blackjacku
- Karty od dwójki do dziesiątki mają wartość równą numerowi karty.
- Walet, dama i król mają wartość równą 10 punktów.
- As ma wartość równą 1 lub 11, w zależności co jest lepsze dla gracza.

W Blackjacka gra się przeciwko krupierowi. Gracz stawia zakład na specjalnym stole, używając żetonów. Następnie gracz i krupier dostają po dwie karty. Obydwie karty gracza są odkryte, natomiast tylko jedna karta krupiera jest pokazana graczowi. Gracz teraz może podjąć decyzje o swoim następnym ruchu. Gracz ma następujące możliwości:
- Dobrać kartę (hit).
- Nie dobierać kart (stand).
- Podwoić stawkę (double down), możliwe tylko przy pierwszych dwóch kartach, gracz wtedy dostanie tylko jedną kartę.
- Rozdwoić karty (split), gdy dwie pierwsze karty gracza są tej samej wartości np. dwie ósemki. Gracz wtedy dokłada drugą stawkę (równą wartości pierwszej stawki) i może dobierać karty po rozdwojeniu.
- Ubezpieczenie (insurance) jest dodatkową stawką możliwą tylko, gdy odkrytą kartą krupiera jest as. Gracz może postawić dodatkową stawkę, że drugą (zakrytą) kartą krupiera jest 10 lub figura (krupier ma Blackjacka). Gdy krupier ma blackjacka, gracz przegrywa stawkę podstawową, a za ubezpieczenie wygrywa 2 do 1. Ponieważ stawką ubezpieczenia jest połowa stawki podstawowej, więc za wygraną gracz otrzymuje sumę pieniędzy przegranych w stawce podstawowej (stąd nazwa ubezpieczenie).

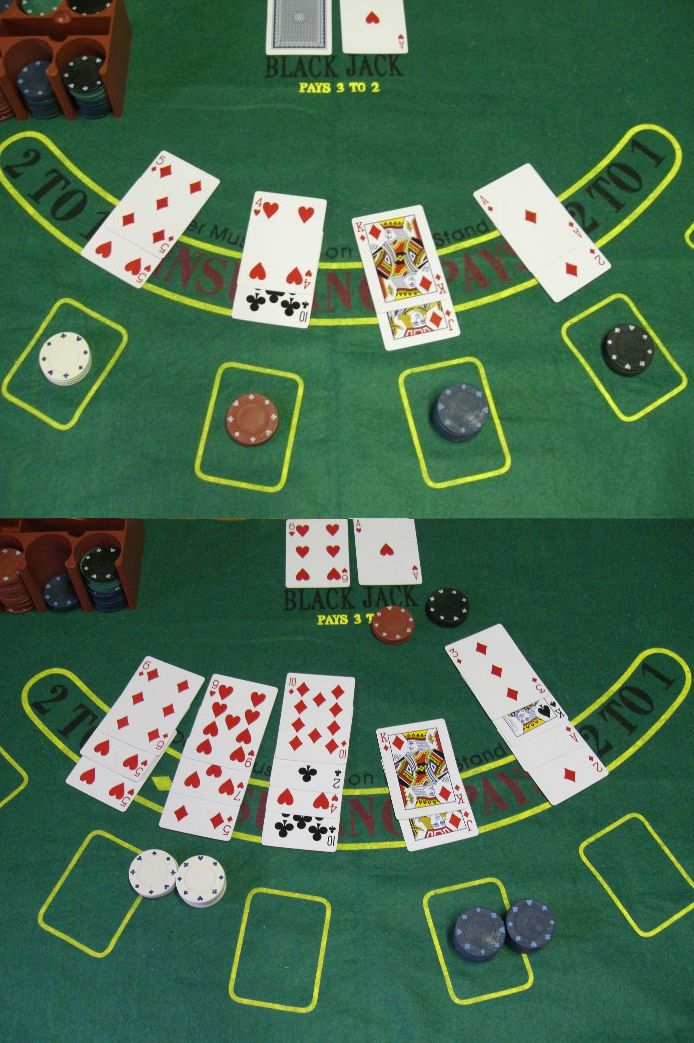
Przykład gry w blackjacka.

Jeżeli gracz po dobraniu kart ma więcej niż 21 punktów, przegrywa zakład i krupier zabiera jego żetony. Jeżeli natomiast gracz ma 21 punktów lub mniej, krupier odkrywa swoją zakrytą kartę i w zależności od liczby jego punktów może dobrać więcej kart. Krupier musi grać według następujących przepisów: wziąć kartę, jeżeli ma 16 punktów lub mniej i nie brać więcej kart, gdy ma 17 punktów lub więcej (niezależnie, ile punktów ma gracz). Wygrywa ten, który ma sumę punktów bliższą lub równą 21.

## Strategia podstawowa w blackjacku
Podobnie jak i w innych grach, w blackjacku kasyno ma nieznaczną matematyczną przewagę nad graczem, zwykle w wysokości kilku procent. Przewaga ta zależy od dokładnych zasad gry w danym kasynie i od strategii gracza. Na przykład, gdy gracz używa strategii krupiera, tj. zawsze dobiera karty do 17 punktów i nie dobiera więcej kart gdy ma 17 punktów lub więcej (niezależnie od karty krupiera), przewaga kasyna jest równa 5.48%. Inną strategią gracza może być tzw. never bust (czyli bez fury), tj. gracz nie dobiera kart, gdy ma więcej niż 11 punktów. Przewaga kasyna przy takiej strategii wynosi 3.91%. Gracz może też zmniejszyć przewagę kasyna do ok. 0.5% używając tzw. strategii podstawowej.

### Tabela strategii podstawowej
| Karty gracza            | Karta krupiera | Karta krupiera | Karta krupiera | Karta krupiera | Karta krupiera | Karta krupiera | Karta krupiera | Karta krupiera | Karta krupiera | Karta krupiera |
| Karty gracza            | 2              | 3              | 4              | 5              | 6              | 7              | 8              | 9              | 10             | A              |
| Punkty (bez asów i par) |                |                |                |                |                |                |                |                |                |                |
| 5,6,7,8                 | H              | H              | H              | H              | H              | H              | H              | H              | H              | H              |
| 9                       | H              | D              | D              | D              | D              | H              | H              | H              | H              | H              |
| 10                      | D              | D              | D              | D              | D              | D              | D              | D              | H              | H              |
| 11                      | D              | D              | D              | D              | D              | D              | D              | D              | D              | H              |
| 12                      | H              | H              | S              | S              | S              | H              | H              | H              | H              | H              |
| 13                      | S              | S              | S              | S              | S              | H              | H              | H              | H              | H              |
| 14                      | S              | S              | S              | S              | S              | H              | H              | H              | H              | H              |
| 15                      | S              | S              | S              | S              | S              | H              | H              | H              | H              | H              |
| 16                      | S              | S              | S              | S              | S              | H              | H              | H              | H              | H              |
| 17+                     | S              | S              | S              | S              | S              | S              | S              | S              | S              | S              |
| Pary z asem             |                |                |                |                |                |                |                |                |                |                |
| A-2                     | H              | H              | H              | D              | D              | H              | H              | H              | H              | H              |
| A-3                     | H              | H              | H              | D              | D              | H              | H              | H              | H              | H              |
| A-4                     | H              | H              | D              | D              | D              | H              | H              | H              | H              | H              |
| A-5                     | H              | H              | D              | D              | D              | H              | H              | H              | H              | H              |
| A-6                     | H              | D              | D              | D              | D              | H              | H              | H              | H              | H              |
| A-7                     | S              | D              | D              | D              | D              | S              | S              | H              | H              | H              |
| A-8                     | S              | S              | S              | S              | S              | S              | S              | S              | S              | S              |
| A-9                     | S              | S              | S              | S              | S              | S              | S              | S              | S              | S              |
| Pary                    |                |                |                |                |                |                |                |                |                |                |
| A-A                     | P              | P              | P              | P              | P              | P              | P              | P              | P              | H              |
| 2-2                     | P              | P              | P              | P              | P              | P              | H              | H              | H              | H              |
| 3-3                     | P              | P              | P              | P              | P              | P              | H              | H              | H              | H              |
| 4-4                     | H              | H              | H              | P              | P              | H              | H              | H              | H              | H              |
| 5-5                     | D              | D              | D              | D              | D              | D              | D              | D              | H              | H              |
| 6-6                     | P              | P              | P              | P              | P              | H              | H              | H              | H              | H              |
| 7-7                     | P              | P              | P              | P              | P              | P              | H              | H              | H              | H              |
| 8-8                     | P              | P              | P              | P              | P              | P              | P              | P              | H              | H              |
| 9-9                     | P              | P              | P              | P              | P              | S              | P              | P              | S              | S              |
| 10-10                   | S              | S              | S              | S              | S              | S              | S              | S              | S              | S              |

### Ubezpieczenie (Insurance) w strategii podstawowej
Gracz używający strategii podstawowej nie stawia stawki ubezpieczenia (Insurance) z powodu wysokiej przewagi kasyna w tym zakładzie.

### Blackjackeuropejski
W Europie gra w blackjacka odbywa się na zasadach ENHC (European no hole card), wedle których krupier rozdaje sobie tylko jedną kartę (odkrytą). Powoduje to następujące zmiany w strategii podstawowej:
- 11 (u gracza) kontra 10 (u krupiera) – hit
- A-A kontra A – hit
- 8-8 kontra A – hit
- 8-8 kontra 10 – hit

## Liczenie kart w blackjacku
Liczenie kart w blackjacku jest rodzajem strategii polegającej na założeniu, że gdy do rozdania pozostaje więcej kart wysokich niż niskich, matematyczna przewaga w grze jest chwilowo po stronie gracza, a nie kasyna. Doświadczony gracz potrafi rozpoznać tę sytuację poprzez ciągłe obserwowanie stosunku liczby kart wysokich do kart niskich. Gracz wykorzystuje ten moment poprzez znaczne podniesienie wysokości swoich stawek. W wypadku, gdy stosunek kart wysokich i niskich jest równy lub do rozdania pozostaje stosunkowo więcej kart niskich niż wysokich (tj. gdy matematyczna przewaga w grze jest po stronie kasyna) – gracz stawia tylko minimalne stawki. W ten sposób, w dłuższym okresie, wygrane gracza będą wyższe niż przegrane, dając graczowi statystyczną przewagę nad kasynem.
Gracze liczący karty używają strategii podstawowej, często z małymi zmianami w zależności od zmiany w tzw. wartości prawdziwej (zobacz poniżej).

### Historia liczenia kart w blackjacku
W 1956 roku, grupa statystyków: Baldwin, Cantey, Maisel i McDermott opublikowała w Journal of the American Statistical Association Rekomendacje do gry w 21, czyli pierwszą wersję strategii podstawowej. W roku 1962, dr Edward O. Thorp, profesor matematyki w New Mexico State University opublikował książkę pod tytułem Beat the Dealer: A Winning Strategy for the Game of Twenty-One. Thorp zauważył, że gdy w talii pozostaje do rozdania więcej dziesiątek, figur i asów gracz ma większą szansę na wygraną; natomiast niskie karty, a szczególnie piątki i szóstki są pomocne dla kasyna. Podczas pisania książki, Dr Thorp użył komputera IBM 704 w Massachusetts Institute of Technology, dzięki któremu obliczył on szczegóły strategii podstawowej i efekty liczenia kart. W 1963 roku książka „Beat the Dealer” weszła na pierwsze miejsce bestsellerów na liście New York Times. Jej popularność sprawiła, że Blackjack stał się najbardziej popularną grą w Las Vegas.

### MetodaHi-Lo
Metoda liczenia kart Hi-Lo (lub „High-Low”) jest najbardziej popularną wersją liczenia kart. Opisana początkowo w książce Beat the Dealer: A Winning Strategy for the Game of Twenty-One przez dr Edwarda Thorpa, została później udoskonalona przez innych autorów, m.in. przez Stanforda Wonga w BlackJack Secrets. Gracz używający tego systemu obserwuje zmiany stosunku kart wysokich do niskich poprzez przypisanie dodatkowej wartości do kart:
- karty 2,3,4,5,6 mają wartość +1
- karty 7,8,9 mają wartość 0
- karty 10, J (walet), Q (dama), K (król), A (as) mają wartość -1

W ten sposób gracz otrzymuje tzw. wartość bieżącą. Oznacza to, że gdy wartość bieżąca jest wyższa niż 0, do rozdania pozostaje stosunkowo więcej kart wysokich niż niskich. Gdy wartość bieżąca jest mniejsza niż 0, pozostaje więcej kart niskich.
Ponieważ najczęściej kasyna używają kilku talii kart (zwykle 4, 6 lub 8), aby obliczyć średni stosunek kart wysokich do niskich w jednej talii, gracz może podzielić wartość bieżącą przez ilość talii pozostałych do rozdania, otrzymując tzw. wartość prawdziwą. Gdy wartość bieżąca wynosi +6 i do rozdania pozostają 3 talie kart, wartość prawdziwa wynosi +2, tj. średnio w talii pozostałych do rozdania jest 2 karty wysokich więcej niż niskich. Metoda ta została zekranizowana w filmie Roberta Luketica pod tytułem „21”.

### Przewaga kasyna w zależności od wartości prawdziwej
| Wartość prawdziwa | -5  | -4    | -3  | -2    | -1  | 0     | 1  | 2     | 3   | 4     | 5   |
| Przewaga kasyna   | 3%  | 2,5%  | 2%  | 1,5%  | 1%  | 0,5%  | 0% | -0,5% | -1% | -1,5% | -2% |
| Przewaga gracza   | -3% | -2,5% | -2% | -1,5% | -1% | -0,5% | 0% | 0,5%  | 1%  | 1,5%  | 2%  |

### Zmiany w strategii podstawowej podczas liczenia kart
| Karty gracza            | Karta krupiera | Karta krupiera | Karta krupiera | Karta krupiera | Karta krupiera | Karta krupiera | Karta krupiera | Karta krupiera | Karta krupiera | Karta krupiera |
| Karty gracza            | 2              | 3              | 4              | 5              | 6              | 7              | 8              | 9              | 10             | A              |
| Punkty (bez asów i par) |                |                |                |                |                |                |                |                |                |                |
| 8                       | H              | H              | +5             | +3             | +1             | H              | H              | H              | H              | H              |
| 9                       | +1             | -1             | -3             | -5             | D              | +3             | H              | H              | H              | H              |
| 10                      | D              | D              | D              | D              | D              | D              | -5             | -2             | +4             | +4             |
| 11                      | D              | D              | D              | D              | D              | D              | D              | -5             | -5             | +1             |
| 12                      | +3             | +2             | -0             | -2             | -1             | H              | H              | H              | H              | H              |
| 13                      | -1             | -2             | -4             | -5             | -5             | H              | H              | H              | H              | H              |
| 14                      | -4             | -5             | S              | S              | S              | H              | H              | H              | H              | H              |
| 15                      | S              | S              | S              | S              | S              | H              | H              | H              | +4             | H              |
| 16                      | S              | S              | S              | S              | S              | H              | H              | +5             | +0             | H              |
| 17+                     | S              | S              | S              | S              | S              | S              | S              | S              | S              | S              |
| Pary z asem             |                |                |                |                |                |                |                |                |                |                |
| A-2                     | H              | H              | +3             | -0             | -2             | H              | H              | H              | H              | H              |
| A-3                     | H              | H              | +1             | -2             | -5             | H              | H              | H              | H              | H              |
| A-4                     | H              | H              | -1             | -5             | D              | H              | H              | H              | H              | H              |
| A-5                     | H              | +4             | -3             | D              | D              | H              | H              | H              | H              | H              |
| A-6                     | +1             | -4             | D              | D              | D              | H              | H              | H              | H              | H              |
| A-7                     | +0             | -3             | D              | D              | D              | S              | S              | H              | H              | H              |
| A-8                     | S              | +5             | +3             | +1             | +1             | S              | S              | S              | S              | S              |
| A-9                     | S              | S              | S              | +5             | +4             | S              | S              | S              | S              | S              |
| Pary                    |                |                |                |                |                |                |                |                |                |                |
| A-A                     | P              | P              | P              | P              | P              | P              | P              | P              | P              | -4             |
| 2-2                     | -4             | P              | P              | P              | P              | P              | H              | H              | H              | H              |
| 3-3                     | -0             | -5             | P              | P              | P              | P              | +4             | H              | H              | H              |
| 4-4                     | H              | H              | +1             | -2             | -5             | H              | H              | H              | H              | H              |
| 5-5                     | D              | D              | D              | D              | D              | D              | -5             | -2             | +4             | +1             |
| 6-6                     | -2             | -2             | -5             | P              | P              | H              | H              | H              | H              | H              |
| 7-7                     | P              | P              | P              | P              | P              | P              | +5             | H              | H              | H              |
| 8-8                     | P              | P              | P              | P              | P              | P              | P              | P              | P              | P              |
| 9-9                     | -3             | -4             | -6             | P              | P              | S              | P              | P              | S              | S              |
| 10-10                   | S              | S              | +6             | +5             | +4             | S              | S              | S              | S              | S              |

### Przykłady
- gracz ma 8, krupier ma 4, (+5) gracz powinien wziąć kartę, z wyjątkiem gdy wartość prawdziwa jest +5 lub więcej – gracz wtedy podwaja stawkę.
- gracz ma 9, krupier ma 3, (-1) gracz podwaja stawkę, z wyjątkiem gdy wartość prawdziwa jest (-1) lub mniej – gracz wtedy bierze kartę.
- gracz ma 12, wartość prawdziwa wynosi plus 3 lub wyżej, krupier ma 2, gracz nie dobiera kart (pass)

### Ubezpieczenie (Insurance) przy liczeniu kart
Postaw stawkę ubezpieczenia (insurance), tylko gdy wartość prawdziwa jest +3 lub więcej.

### Budżetowanie
Wielu graczy liczących karty w blackjacku używa systemu stawkowania zwanego Kelly Criterion. W uproszczeniu system Kelly polega na stawianiu stawki, której wysokość jest równa procentowi przewagi gracza nad przeciwnikiem. Dla przykładu, gdy przewaga gracza nad przeciwnikiem jest równa 1% i jego budżet w danym momencie jest równy $1000, gracz ten postawi stawkę równą 1% jego budżetu, tj. $10. Oczywiście w grze w blackjack konieczne są modyfikacje tego systemu, m.in. z powodu faktu, że większość stawek, które gracz stawia w blackjacku jest przy przewadze 0.5% kasyna (tj. kasyno ma przewagę nad graczem 0.5%, gdy wartość prawdziwa jest równa 0).